# Gérard Lecomte (arabisant)
Gérard Lecomte, né à Charleville en 1926 et mort à Paris (18e) en 1997, est un arabisant français, agrégé d'arabe (major de l'agrégation en 1952), docteur ès lettres (1965).

## Biographie
Gérard Lecomte était professeur d'arabe littéral à l'École nationale des langues orientales vivantes, devenue en 1971 Institut national des langues et civilisations orientales.
Directeur de la revue Arabica, spécialiste du philologue et théologien arabe Ibn Qutayba, il a été nommé chevalier de la Légion d'honneur. Il participa à la rédaction de l’Encyclopédie de l'Islam.
Il a eu quatre enfants : Bernard Lecomte, Christian Lecomte, Catherine Valles et Françoise Bednarski.

## Récompenses et distinctions

### Décorations
- Chevalier de la Légion d'honneur

## Publications
- Méthode d'arabe littéral. 1er livre (Études arabes et islamiques), avec Ameur Ghedira, Éditions Klincksieck, 1980,  (ISBN 2-252-03384-3) (dernière réédition : 2002)
- Méthode d'arabe littéral. 2e livre (Études arabes et islamiques), avec Ameur Ghedira, Éditions Klincksieck, 1960 (première édition)  (ISBN 2-252-02354-6)
- Grammaire de l'arabe, collection Que sais-je ?, no 1275, Presses universitaires de France, 1968 (première édition), 1976 (seconde édition)
- Textes littéraires arabes des XIXe et XXe siècles, avec Ameur Ghedira, Éditions Klincksieck,  (ISBN 2-252-02576-X)
- Éléments d’arabe de presse et de radio, Publications orientalistes de France, coll. « Études », Aurillac, 1981, 99 p.  (ISBN 2-7169-0103-1)

Il est l'auteur ou coauteur de nombreuses traductions.